# 비히모스 (밴드)
비히모스(Behemoth)는 1991년 폴란드의 그단스크에서 결성된 메탈 밴드이다. 그들은 폴란드의 익스트림 메탈의 초석을 설립하는데 지대한 공헌을 했다고 여겨지는 밴드이다.
1990년대까지, 밴드는 이교도적인 가사로 전통적인 블랙 메탈을 연주했으나 리드 보컬 네르갈과 크리스토프 아자르비치가 오컬트적이고 텔레마적인 컨셉으로의 전환을 시도하면서 음악적 방향이 바뀌게 되었다. 1999년 Satanica의 발매와 함께, 드러머 인페르노의 드럼 라인과 다층화된 보컬 트랙, 중동적인 영향을 받은 밴드의 고유 특징을 유지하면서 데스 메탈계에 처음 발을 들여놓게 된다. 비록 비히모스는 데스 메탈이나 스래시 메탈의 영향을 받았다고 인식되나, 네르갈은 밴드가 그런 식으로 인식되는 것을 좋아하지 않는다고 했다.

## 역사

### 초기 활동
1991년 비히모스는 기타리스트와 보컬리스트 '네르갈', 드러머 '바알(아담 무라슈코 폴란드어: Adam Muraszko)', 기타리스트 '데시크레이터(Desecrator)' 3인조 밴드로 창설되었다. 데모 Endless Damnation과 The Return of the Northern Moon을 내며 밴드 활동을 시작했다. 밴드 활동에서 가장 중요하게 여겨진 데모는 네번째로 낸 ...From the Pagan Vastlands(1994년)로, 폴란드 레이블 '페이건 레코즈'(영어판)에서 발매되었고 이후에는 '와일드 래그즈'(영어판)에서도 나왔다. 1995년에는 데뷔 스튜디오 앨범인 Sventevith를 발매하였다. 1년 뒤 1996년에는 두번째 스튜디오 앨범 Grom을 발매하였다. Grom은 여성 보컬, 어쿠스틱 기타나 신시사이저를 사용하는 등 여러 음악 양식의 영향을 받았다. 그 시기 비히모스는 폴란드에서 공연에 오를 기회를 얻었고, 이후 유럽 투어를 다니며 무대 경험을 쌓았다. 2년 후 세번째 앨범인 Pandemonic Incantations을 발매하였다. 비히모스의 최고점에 달한 영향력과 메탈 미디어는 새로운 기준점을 세웠다. 하지만 홍보 부족으로 인해 앨범이 잘 알려지지는 않았다. 대규모 투어 이후, 1998년 가을 베헤모스는 이탈리아 레이블 '아방가르드 뮤직'(영어판)과 앨범 2개를 계약하였다. 아방가르드 뮤직과 헙력으로 나온 첫 앨범 Satanica는 매우 성공적이었으며, 블랙 메탈 음악을 블래큰드 데스메탈으로 발전시켰다는 평가를 받았다.
아방가르드 뮤직은 각각 디어사이드와 사티리콘과 함께 하는 유럽 투어 2개를 확보하였다. 그 시기 비히모스는 구성원 교체와 이전에 계약했던 폴란드 레이블과의 갈등을 겪고있었다. Satanica가 발매될 때 인페르노와 레스(Les)가 밴드를 떠났다. 네르갈은 새 구성원을 모집했지만 드러머는 찾을 수 없었다. 결국 인페르노가 2000년 초 새 멤버 베이시스트 노비(Novy, 마르친 노바크영어판), 기타리스트 하보크(Havok)와 함께 밴드로 돌아왔다. 비히모스는 구성원 교체 이후 폴란드 레이블 미스틱 프로덕션과 계약하였다. Satanica 이후 발매한 앨범은 Thelema.6이다. 이 앨범은 강렬한 기타 파트와 정확한 드러밍, 다른 음악의 영향으로 블래큰드 데스 메탈을 더 발전시켰다.
Thelema.6는 전 세계 미디어와 언론에서 지지를 받았으며, 러시아와 브라질에서 최초로 정식 발매되었다. 비히모스는 Thelema.6의 성공으로 바켄 오픈 에어, 풀 포스, 인페르노 메탈 페스티벌, 미스틱 페스티벌(Mystic Festival), 마인더 오버 매터 오텀(Mind Over Matter Autumn) 등 여러 유명한 공연에 올랐다. 베이더, Krisiun 등 밴드와 함께 폴란드에서 페스티벌 투어를 돈 이후, Carpathian Forest, Khold와 함께 첫 헤드라이너 투어를 하였다.

### 2001년 ~ 2008년

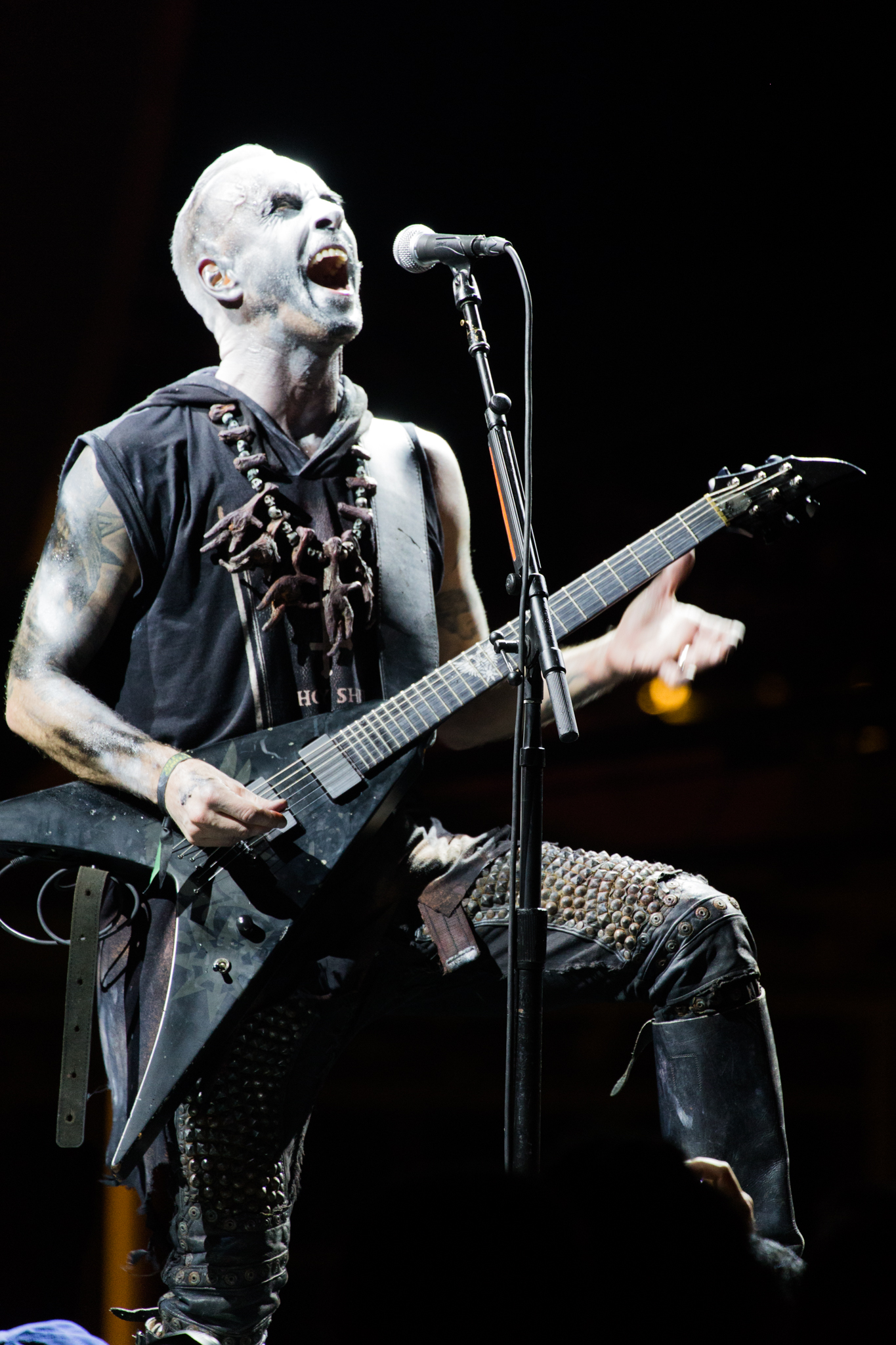
네르갈 (2015년)

2001년 비히모스는 6번째 앨범을 낼 준비를 하고있었다. 동시에 러시아, 벨라루스, 우크라이나에서 두번째 헤드라이너 투어를 했다. 새 노래 녹음을 모두 끝낸 이후, 친구이자 사운드 엔지니어인 아르카디우시 말쳅스키(Arkadiusz Malczewski)의 도움을 받아 두번째로 헨드릭스 스튜디오에 들어가 Zos Kia Cultus를 냈다.
2003년 2월에는 베르겐, 오슬로, 스타방에르 등 도시에서 노르웨이 투어를 하였다. 2003년 3월 11일 미국의 Century Media 레코드는 비히모스의 아메리카 대륙 첫 출현을 알렸다. 투어는 3월 9일 뉴저지 Metalfest부터 시작되었고, 디어사이드, 리벤지 (캐나다 밴드), Vehemence, 아몬 아마스와 함께 미국과 캐나다에서 상당한 수의 공연을 했다. 미국 투어 직후 비히모스는 글랜 댄지그에게서 슈퍼조인트, 나일, 오페스 등이 이미 참가하고 있는 Blackest of the Black 투어에 초대를 받았다. 2003년 가을에는 식스 피트 언더, 스킨리스, 블랙 달리아 머더와 함께 세번째 투어를 하기 위해 미국으로 향했다. 핀란드 Tuska 페스티벌에서는 미니스트리, 소울플라이 등과 함께 공연했다. 이 시기 라인업 문제로 인해 네르갈은 하보크, 노비와 헤어졌다. 결국 비히모스는 영국과 유럽 투어를 연기했다.
2004년 발매된 7번째 앨범 Demigod는 좋은 비평을 받았다. 헨드릭스 스튜디오에서 녹음되었으며, 폴란드 앨범 차트에서 15위를 차지하였다. "Conquer All"이나 "Slaves Shall Serve"와 같은 수록곡의 뮤직 비디오 또한 찍었다. 2005년 가을에는 Necronomicon과 함께 Demigod supremacy 캐나다 투어를 돌았다.
2007년에는 네이팜 데스, 문스펠, 듀 센티드와 함께 유럽 투어를 돌았다. 그해 7월 여덟번째 앨범 The Apostasy를 발매하였다. 2006년 12월 Radio Gdańsk 스튜디오에서 녹음하였다. The Apostasy 발매 직후 비히모스는 2007년 오즈페스트 2번째 무대 헤드라이너로 출연하였으며 그해 출현한 미국 밴드가 아닌 밴드 4개 중 하나였다. 2007년 10월과 11월에는 첫 미국 헤드라이너 투어를 조브 포 어 카우보이, 고지라, 비니스 더 매서커와 함께 돌았다.
2008년 2월에는 수이사이드 사일런스와 함께 헤드라이너 투어를 돌았다. 그해 3월과 4월에는 "The Invaluable Darkness" 투어의 일환으로 킵 오브 칼레신, 헤드라이너 디무 보거와 함께 북아메리카 투어를 하였다. 여름에는 유럽 일대의 유명 페스티벌들에서 공연하였다.
2008년 10월 비히모스는 첫 라이브 앨범 At the Arena ov Aion – Live Apostasy를 발매하였다. 또한 EP 앨범 Ezkaton을 발매하였다. 이는 Chant for Eschaton 2000 재녹음 버전, 새 노래 한 곡, 마스터즈 해머와 라몬즈 노래를 각각 커버한 두 곡이 수록되어 있다.

### 2009년 ~ 2010년

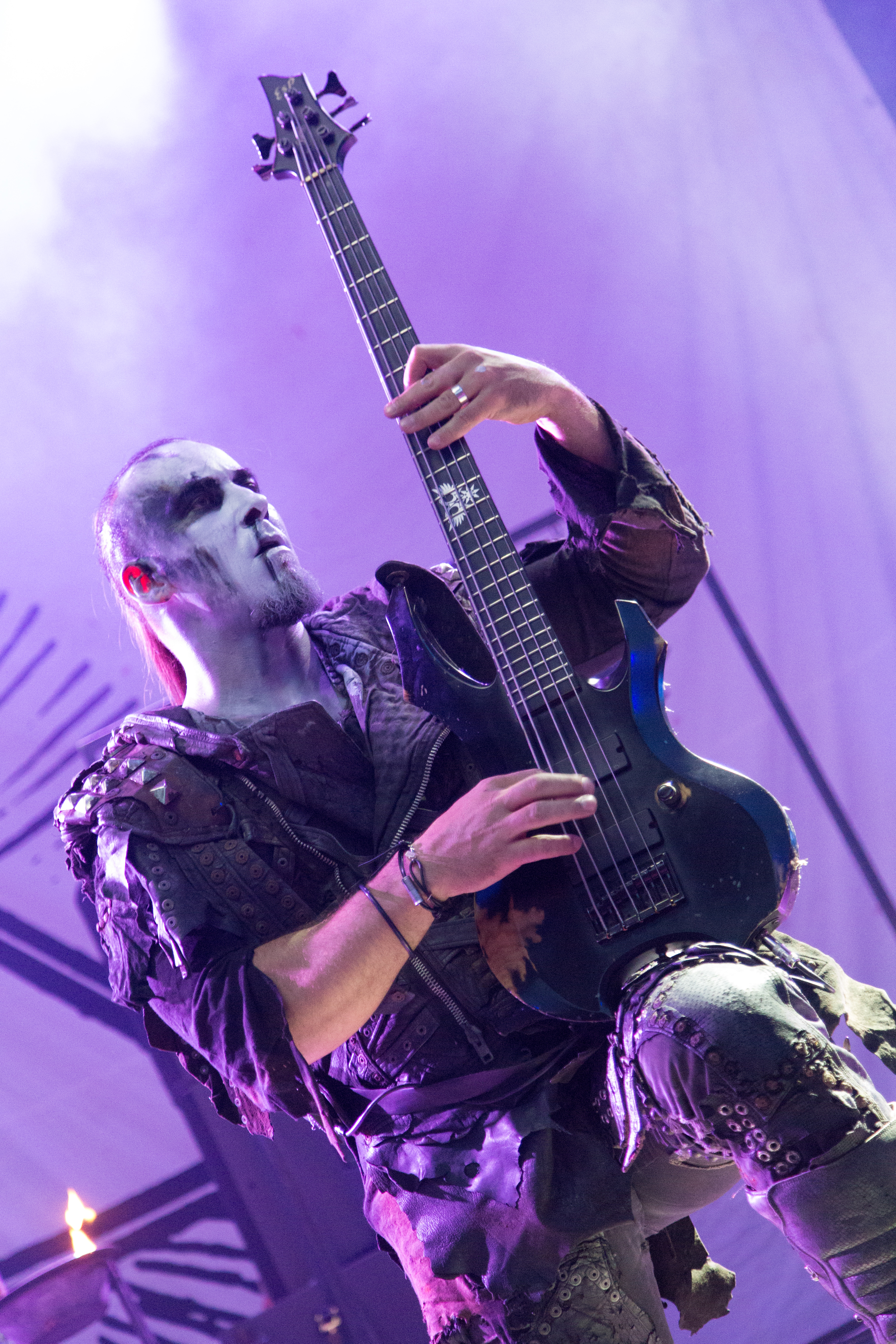
오리온 (2017년)

2009년 비히모스는 영국 프로듀서 콜린 리처드슨을 통해 여름에 새 앨범이 나올 것이라 하였다. 아홉번째 앨범 Evangelion은 유럽에서는 Nuclear Blast 레이블을 통해 8월 9일 발매되었고, 미국에서는 Metal Blade 레이블을 통해 8월 11일 발매되었다. 이 앨범에 수록되어 있는 곡 "Shemhamforash"는 비히모스의 마이스페이스 계정에 공개되었다.
2009년 7월과 8월 비히모스는 슬레이어, 불릿 포 마이 밸런타인, 올 댓 리메인스, 트리비움, 마릴린 맨슨, 카니발 콥스, 조브 포 어 카우보이 등 여러 메탈 밴드와 함께 록스타 메이헴 페스티벌에서 공연하였다. 2009년 10월에는 Azarath, 블랙 리버, Hermh과 함께 "New Evangelion" 폴란드 투어를 돌았다.
2010년 1월에는 "Evangelia Amerika Tour"를 통해 북아메리카를 돌았다. 그해 3월에는 스칸디나비아, 그리스, 터키 등 유럽 투어를 돌았다. 4월에는 일본과 오스트리아, 뉴질랜드에서 투어하였다. 비히모스는 5월 "Evangelion Summer Campaign 2010"을 통해 오스트리아, 스위스, 독일, 스웨덴, 덴마크, 폴란드 등 유럽을 돌며 야외 공연을 하였다.6월과 7월에는 밴드 Decapirated와 Ex Deo와 함께 프랑스, 스페인, 포르투갈, 벨기에, 스위스, 터키, 세르비아, 크로아티아에서 투어 공연하였다. 7월과 8월에는 체코와 폴란드에서 야외 공연에 참가하였다.

### 2010년 ~ 2016년
2010년 8월 네르갈은 병원으로 실려갔고 백혈병 진단을 받았다. 백혈병이 너무 진행되어 화학요법으로 치료가 불가능 하다는 말이 나왔지만 사실이 아닌 것으로 밝혀졌다. 그 당시 네르갈의 애인이었던 도다는 자신의 골수를 이식해 달라 부탁했지만 골수가 맞지 않았다. 그 후 골수기증자를 찾는 데 성공했다. 비히모스는 핀란드 Sonisphere 페스티벌, 9월과 10월에 예정된 러시아, 벨라루스, 발트해 국가 공연들, 바타인, Withered, Black Anvil과 함께 11월과 12월에 예정한 "Lawless States of Heretika" 북아메리카 투어 등을 모두 취소했다.
2010년 11월 9일 비히모스의 라이브 DVD Evangelia Heretika가 발매되었다. DVD 패키지에는 2009년 바르샤바 라이브와 2008년 파리 라이브를 담은 DVD 두 장, 다큐멘터리, 보너스 물품과 오디오 CD가 들어있다.
2011년 1월 17일, 골수 이식 4주 후 네르갈은 Uniwersyteckie Centrum Kliniczne에서 퇴원하였다. 그는 건강을 회복하기 위해 그단스크에 있는 자신의 아파트에서 몇달간 재활 할 것이라고 말했다. 또한 지난 6개월 간 연주하지 못한 기타를 연주하고 싶다고 하였다. 많은 동기 부여를 얻었으며, 밴드와 함께 작업하고 싶고 자신을 도와준 사람에게 모두 감사하다고도 하였다.
2012년 4월 18일 네르갈은 Blabbermouth.net과의 인터뷰에서 신 앨범의 발매 예상일은 2013년 중반일 것이라고 하였다.
2013년 아몬 아마스, 롭 좀비, 마스토돈, 칠드런 오브 보돔 등과 함께 메이햄 페스티벌 공연을 예정하였지만, 드러머 인페르노가 맹장 수슬을 받는 바람에 취소되었다.
비히모스는 2013년 5월 30일 열번째 스튜디오 앨범의 타이틀이 The Satanist라고 밝혔다. 이는 2014년 2월 3일에 발매되었고 비평가와 팬들에게서 폭넓게 호평을 받았다. 2014년 2월 26일에는 6월 다운로드 페스티벌에서 공연할 것이라 발표하였다. 2014년 7월 27일에는 우크라이나 Carpathian Alliance Open Air Metal Festival에서 레드라이너로 공연하였다. 또한 비히모스는 2015년 초 카니발 콥스와 함께 북아메리카 헤드라이너 투어를 계획하였다.
비히모스는 2015년 8월 9일 2016 블러드스토크 오픈 에어의 특별 게스트로 선정되었다. 2016년 8월 12일 The Satanist를 전부 연주하였다.
인페르노가 2017년 7월 아버지가 되면서 슬레이어, 램 오브 갓과 함께 하는 미국 여름 투어에서 Jon Rice가 대신 드럼을 맡았다.

### 2017년 ~ 현재

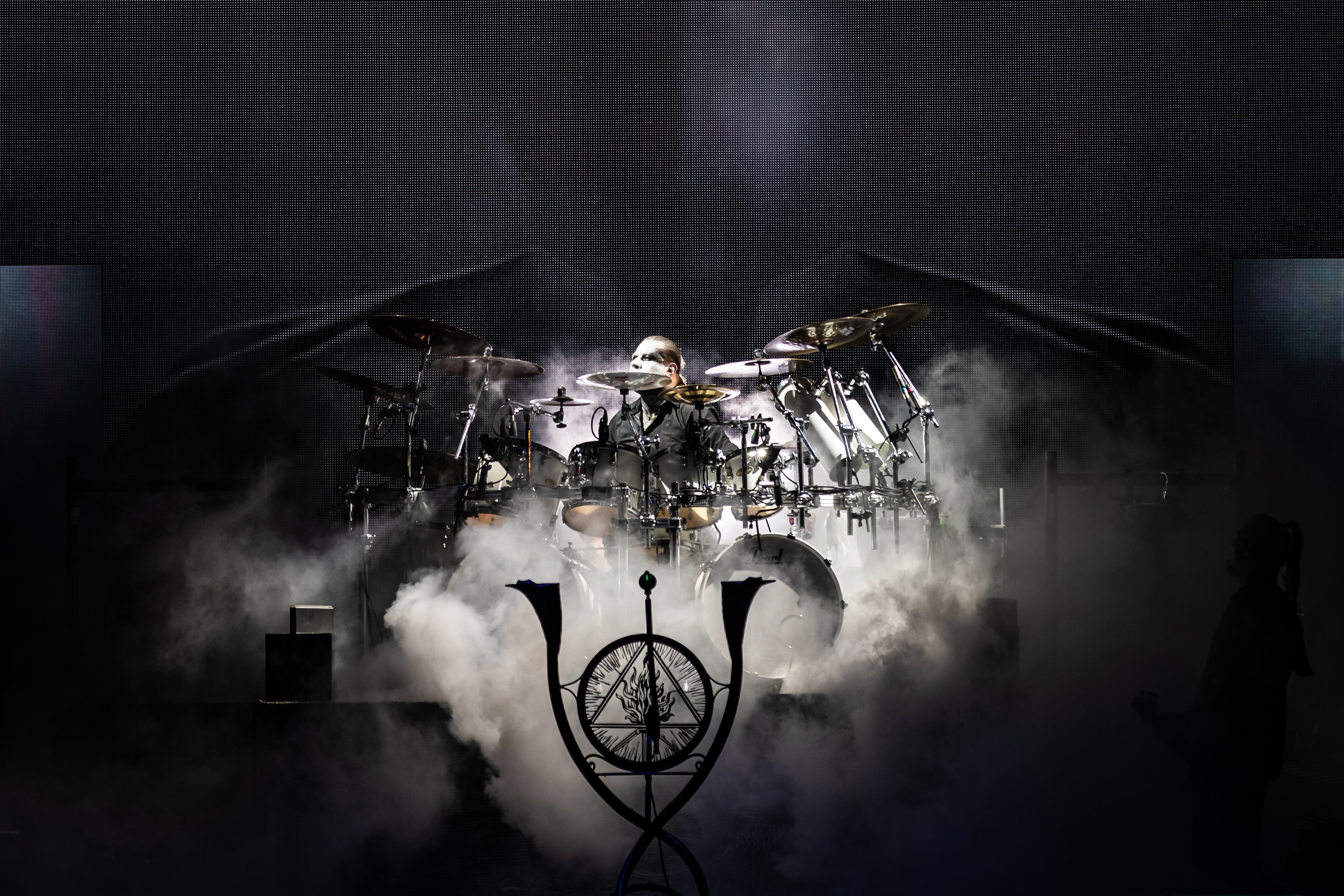
인페르노 (2019년)

2016년 비히모스는 The Satanist 후속 앨범을 작업하겠다고 밝혔다. 2017년 초 네르갈은 자신의 인스타그램 계정에 리프 영상을 올리기 시작했다. 또한 그는 비히모스가 바르샤바에서 기록한 새 라이브 DVD를 1년 후 낼 것이라 하였다. 2017년 5월 인터뷰에서 네르갈은 "이미 10개에서 13개 신곡 스케치가 있다"라고 밝혔으며, 발매일은 대략 2018년 가을일 것이라고 하였다. 비히모스는 2017년 11월부터 스튜디오에서 11번째 앨범 녹음을 시작하였다.
2018년 1월 22일 비히모스는 슬레이어의 마지막 투어인 슬레이어 페어웰 투어 서포팅 밴드 중 하나로 발표되었다.
2018년 4월 14일에는 The Satanist 투어를 끝마치는 라이브 콘서트 DVD "Messe Noire"를 발매하였다.
2018년 8월 2일에는 2018년 10월 5일 발매 예정인 I Loved You at Your Darkest 앨범의 수록곡인 "God = Dog" 싱글을 발표하였다. 앨범 발매 이후 2018년 10월 20일 북아메리카 투어를 떠났다.
2019년 8월에는 슬립낫의 2020년 유럽 투어 서포팅 밴드로 선정되었다.
2021년 3월 네르갈은 밴드 결성 30주년을 기념하기 위해 새 앨범을 준비중이라고 밝혔다.

## 논란
2007년 7월 "이단에 대항하는 전폴란드 위원회(All-Polish Committee for Defense Against Sects)"는 많은 폴란드 공직자들에게 사탄주의와 모살을 조장한다고 주장하는 밴드 리스트를 뿌렸다. 이 행위는 표현의 자유를 침해한다는 많은 비판을 받았다. 리스트는 아무 효과도 없었으며, 비히모스는 폴란드에서 자유롭게 공연할 수 있었다. 하지만 2014년 10월 비히모스는 포즈난에서 공연이 금지당했다.
네르갈은 2007년 성경을 찢었다는 이유로 여러번 재판장에 섰다.
2014년 5월 러시아는 비자 문제로 인해 4 ~ 5년간 비히모스를 추방 조치 하였다.
2019년 네르갈은 자신의 인스타그램에 "안티파에 맞서는 블랙 메탈(Black Metal against ANTIFA)"이라는 티셔츠를 입고 있는 사진을 올려 논쟁을 유발하였다.

## 디스코그래피

### 스튜디오 앨범
- Sventevith (1995년)
- Grom (1996년)
- Pandemonic Incantations (1998년)
- Satanica (1999년)
- Thelema.6 (2000년)
- Zos Kia Cultus (2002년)
- Demigod (2004년)
- The Apostasy (2007년)
- Evangelion (2009년)
- The Satanist (2014년)
- I Loved You at Your Darkest (2018년)
- Opvs Contra Natvram (2022년)
- The Shit ov God (2025년)

## 수상 목록
| 프리데리크 상 | 프리데리크 상                                                     | 프리데리크 상                        | 프리데리크 상 | 프리데리크 상 |
| 연도          | 부문                                                              | 후보 작품                            | 비고          |               |
| ------------- | ----------------------------------------------------------------- | ------------------------------------ | ------------- | ------------- |
| 2004년        | Rock/Heavy Metal Album of the Year (Album roku – rock/metal)      | Demigod                              | 후보          |               |
| 2008년        | Rock/Heavy Metal Album of the Year (Album roku – rock/metal)      | The Apostasy                         | 후보          |               |
| 2009년        | Heavy Metal Album of the Year (Album roku – heavy metal)          | At The Arena ov Aion - Live Apostasy | 후보          |               |
| 2010년        | Best Cover Art (Wydawnictwo Specjalne Najlepsza Oprawa Graficzna) | Evangelion                           | 후보          |               |
| 2010년        | Heavy Metal Album of the Year (Album Roku Heavy Metal)            | Evangelion                           | 수상          |               |
| 2010년        | Production of the Year (Produkcja Muzyczna Roku)                  | Evangelion                           | 후보          |               |
| 2010년        | Band of the Year (Grupa Roku)                                     | Behemoth                             | 후보          |               |
| 2010년        | Videoclip of the Year (Wideoklip Roku)                            | "Ov Fire And The Void"               | 후보          |               |
| 2011년        | Videoclip of the Year (Wideoklip Roku)                            | "Alas, Lord Is Upon Me"              | 후보          |               |
| 2012년        | Videoclip of the Year (Wideoklip Roku)                            | "Lucifer"                            | 후보          |               |
| 2014년        | Album of the Year (Metal Hammer Golden Gods Awards)               | The Satanist                         | 수상          |               |